# Străzile din Dublin: un vânzător de cărți
Străzile din Dublin: un vânzător de cărți este o pictură în ulei pe pânză realizată de artistul irlandez Walter Osborne, realizat în 1889 și găzduit acum de Galeria Națională a Irlandei. Pictura este una dintr-o serie de tablouri pe care Osborne le-a realizat la acea vreme subliniind situația și dificultățile săracilor din Dublin.

## Descriere

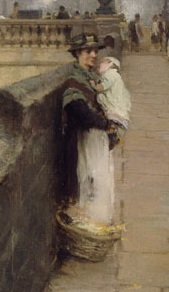
Detaliu

Pictura prezintă standul unui vânzător de cărți amenajată pe Cheiul Eden, orientată spre est spre podul O'Connell, cu o vedere impresionistă neclară asupra casei lui James Gandon. O mamă care se sprijină de perete ține un copil în brațe. Arată obosită și neliniștită și pare a exista o legătură cu fetița desculță care se apropie de clienții vânzătorului, oferindu-le narcise pe care să le cumpere. Faptul că narcisele nu sunt cumpărate se poate observa din coșul plin de flori aflat lângă femeie.

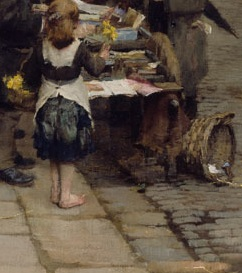
Detaliu

Alte detalii din scena plină de viață includ traficul (caii, căruțele și pietonii) care trec peste podul O'Connell, o barjă și un skiff care apar în scenă în timp ce se deplasează pe râul Liffey. În dreapta personajelor principale se află o serie de căruțe trase de cai în așteptarea călătorilor. Un număr de bărbați care poartă kilt se adună într-un colț.

## Seria
Pictura face parte dintr-o serie de tablouri reprezentând scene de stradă din Dublin pe care artistul le-a realizat de-a lungul timpului, în timpul vizitelor acasă realizate de la reședința sa din Anglia. Ulterior au fost expuse ca un grup de tablouri la Academia Regală. Seria a fost completată în uleiuri în studioul său, folosind schițe detaliate realizate cu creionul, precum și pe baza fotografiilor, o abordare modernă pentru un pictor în acea vreme. Ca și celelalte lucrări din serie, Străzile din Dublin este ca un documentar, influențat fiind în parte de pictorii naturaliști și realiști francezi.